# (177049) 2003 EE16
(177049) 2003 EE16 (também escrito como (177049) 2003 EE16) é um asteroide próximo da Terra e objeto potencialmente perigoso. Ele possui uma magnitude absoluta de 19,7 e tem um diâmetro estimado de 320 metros. O asteroide foi listado na tabela de risco da Sentry e na Escala de Turim classificação de 1 a 2 de abril de 2003. Ele foi retirado da tabela de risco da Sentry em 28 de maio de 2003.

## Descoberta
(177049) 2003 EE16 foi descoberto no dia 8 de março de 2003, pelo LPL/Spacewatch II.

## Órbita
A órbita de (177049) 2003 EE16 tem uma excentricidade de 0,6142 e possui um semieixo maior de 1,418 UA. O seu periélio leva o mesmo a uma distância de 0,5469 UA em relação ao Sol e seu afélio a 2,288 UA.